# جوزاس بودريتس
جوزاس بودريتس (بالليتوانية: Juozas Budraitis) هو ممثل ليتواني (وحمل سابقاً جنسية الاتحاد السوفيتي)، ولد في 6 أكتوبر 1940 في ليتوانيا. بدأ مشواره المهني سنة 1961، ومن الجوائز التي نالها وسام الصداقة الروسي وLithuanian National Prize for Culture and Arts ‏ ونيشان الشرف.

## جوائز
- وسام الصداقة الروسي
- Lithuanian National Prize for Culture and Arts [الإنجليزية]‏
- نيشان الشرف

## وصلات خارجية
- جوزاس بودريتس على موقع IMDb (الإنجليزية)
- جوزاس بودريتس على موقع ألو سيني (الفرنسية)
- جوزاس بودريتس على موقع أول موفي (الإنجليزية)
- جوزاس بودريتس على موقع قاعدة بيانات الأفلام السويدية (السويدية)
- جوزاس بودريتس على موقع قاعدة بيانات الفيلم (الإنجليزية)
- جوزاس بودريتس على موقع كينوبويسك (الروسية)